# Waterworld (Erevan)
Pour les articles homonymes, voir Waterworld (homonymie).
Waterworld (en arménien : Ջրաշխարհ) est un parc aquatique situé à Erevan en Arménie.

## Présentation

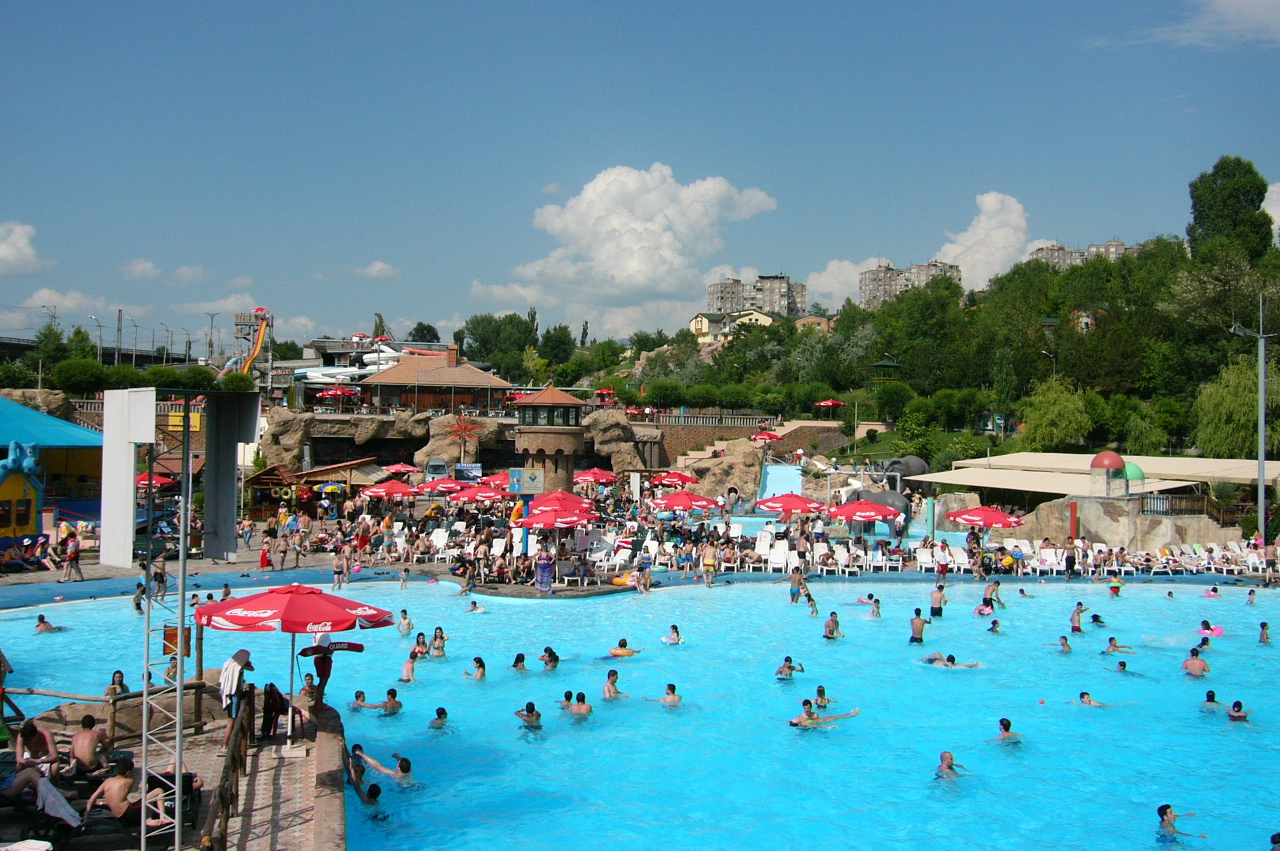
Piscine à Waterworld

Le parc est situé dans le district de Nor Nork (Նոր Նորք), au nord-est de la ville. Le quartier, à plus de 1 000 mètres d'altitude, est sur une des collines d'Erevan, ce qui lui permet d'avoir une chaleur moins étouffante durant les mois d'été.
Par ailleurs, le climat d'Erevan — températures et durée moyenne d'ensoleillement élevés — permet de satisfaire les clients un maximum de jours.
Construit sur plus de deux hectares, le parc comprend deux zones, une en extérieur, ouverte de mai à octobre, et une couverte, ouverte toute l'année. La partie extérieure comprend plusieurs piscines (dont une piscine à vagues), une dizaine de toboggans, des bars et des restaurants. La partie couverte comprend jaccuzi, piscine, salles de sport et de fitness et bains turcs et permet, depuis sa construction en 2008, une ouverture tout au long de l'année.
L'hôtel Valencia, d'une capacité de 56 chambres et 2 suites, se situe à proximité du parc et peut recevoir jusqu'à 116 clients. C'était, à son ouverture, le premier hôtel de bungalows de la capitale.

## Histoire
C'est la société Xgroup qui décide de la construction d'un parc aquatique dans la capitale arménienne en 1999. Le parc ouvre ses portes en novembre 2000.
La société arméno-espagnole Valencia décide dans la foulée la construction d'hébergements à proximité du parc et le 30 août 2001, l'hôtel Valencia ouvre ses portes et est inauguré par le président Kotcharian.
Les travaux de construction de la partie couverte ont été achevés en 2007 et la nouvelle zone a ouvert au début de l'année 2008.